# Heinrich Bodensieck
Heinrich Bodensieck (* 2. April 1930 in Neumünster; † 16. Januar 2019 in Dortmund) war ein deutscher Historiker.
Bodensieck absolvierte sein Studium an der Christian-Albrechts-Universität Kiel, wurde 1956 promoviert und war danach mehrere Jahre im Schuldienst sowie als Dozent an der Pädagogischen Hochschule Kiel tätig. Er wurde 1964 an die Pädagogische Hochschule Ruhr als Professor für die Geschichte der Neuzeit und der neuesten Zeit berufen. 1980 kam er mit dem Zusammenschluss der Pädagogischen Hochschule Ruhr mit der Universität Dortmund an letztere. 1995 wurde er emeritiert.
Bodensieck forschte schwerpunktmäßig zur Geschichte des 20. Jahrhunderts.

## Schriften (Auswahl)
- Die Politik des Prager Kabinetts Beran der Zweiten Tschecho-Slowakischen Republik <Herbst 1938 – Frühjahr 1939>. Phil. Diss. Kiel 1956.
- Urteilsbildung zum Zeitgeschehen. Der Fall ČSSR 1968/1969. Klett, Stuttgart 1970.
- Provozierte Teilung Europas? Die britisch-nordamerikanische Regionalismus-Diskussion und die Vorgeschichte des Kalten Krieges 1939–1945. Leske, Opladen 1970.
- Deutschland-Politik der Bundesrepublik Deutschland. Groß-Berlin, Staatsname, Ansprüche, Realitäten. Klett, Stuttgart 1972.
- Der Kalte Krieg. Weltpolitik 1945–1962. 3. Auflage, Klett, Stuttgart 1980.